# L'Aia
L'Aia o L'Aja (in olandese Den Haag, AFI: /dɛnˈɦaːx/ ; più formalmente 's-Gravenhage, AFI: /ˈsxraːvə(n)ˌɦaːɣə/ ) è una città di circa 565 701 abitanti dei Paesi Bassi. Pur non essendo la capitale ufficiale dello Stato, che è Amsterdam, riveste il ruolo che normalmente è proprio delle capitali, essendo sede del parlamento, del governo, del capo dello Stato (il sovrano dei Paesi Bassi, che vi risiede dal 1831) e di tutte le ambasciate straniere presenti nel paese.
Terza città del paese per numero di abitanti, è una municipalità della provincia dell'Olanda Meridionale e fa parte della conurbazione Randstad.
Sono più di 26 000 gli stranieri che risiedono a L'Aia, in maggioranza impiegati presso organizzazioni internazionali, multinazionali ed enti giuridici e diplomatici di varia natura. La città ospita numerose organizzazioni internazionali, come la Corte internazionale di giustizia, principale organo giudiziario delle Nazioni Unite, la Corte penale internazionale, l'Europol, l’Eurojust e l'OPCW.

## Origini del nome
Inizialmente, la città dell'Aia era detta Den Haag. Dal XVII secolo il consiglio comunale ufficializzò il nome cittadino di 's-Gravenhage, che è una contrazione di 'des Graven ha(a)ge': il bosco (Haag) del Conte (Graaf) d'Olanda, anche se oggigiorno è comunemente usato il nome Den Haag.
Il nome Den Haag possiede numerosi esonimi nelle varie lingue europee: The Hague in inglese, La Haye in francese, Haag in danese, norvegese e svedese, La Haya in spagnolo, L'Aia o L'Aja in italiano, A Haia in portoghese, Гаага (Gaaga) in russo, Haga in polacco e romeno e Η Χάγη (I Chagi) in greco.

## Storia

### L'epoca romana
L'area faceva parte della provincia romana di Germania inferiore ed era prossima al confine dell'impero, il limes germanico-retico. Nel 1997, quattro pietre miliari di epoca romana furono scoperte presso Wateringse Veld (gli originali sono presso il Museo di storia locale): le pietre miliari indicano la distanza dalla più vicina città romana, Forum Hadriani (la moderna Voorburg) e possono essere datate al regno degli imperatori Antonino Pio (138-161; la colonna è datata 151), Caracalla (211-217), Gordiano III (238-244), e Decio (249-251).

### La fondazione

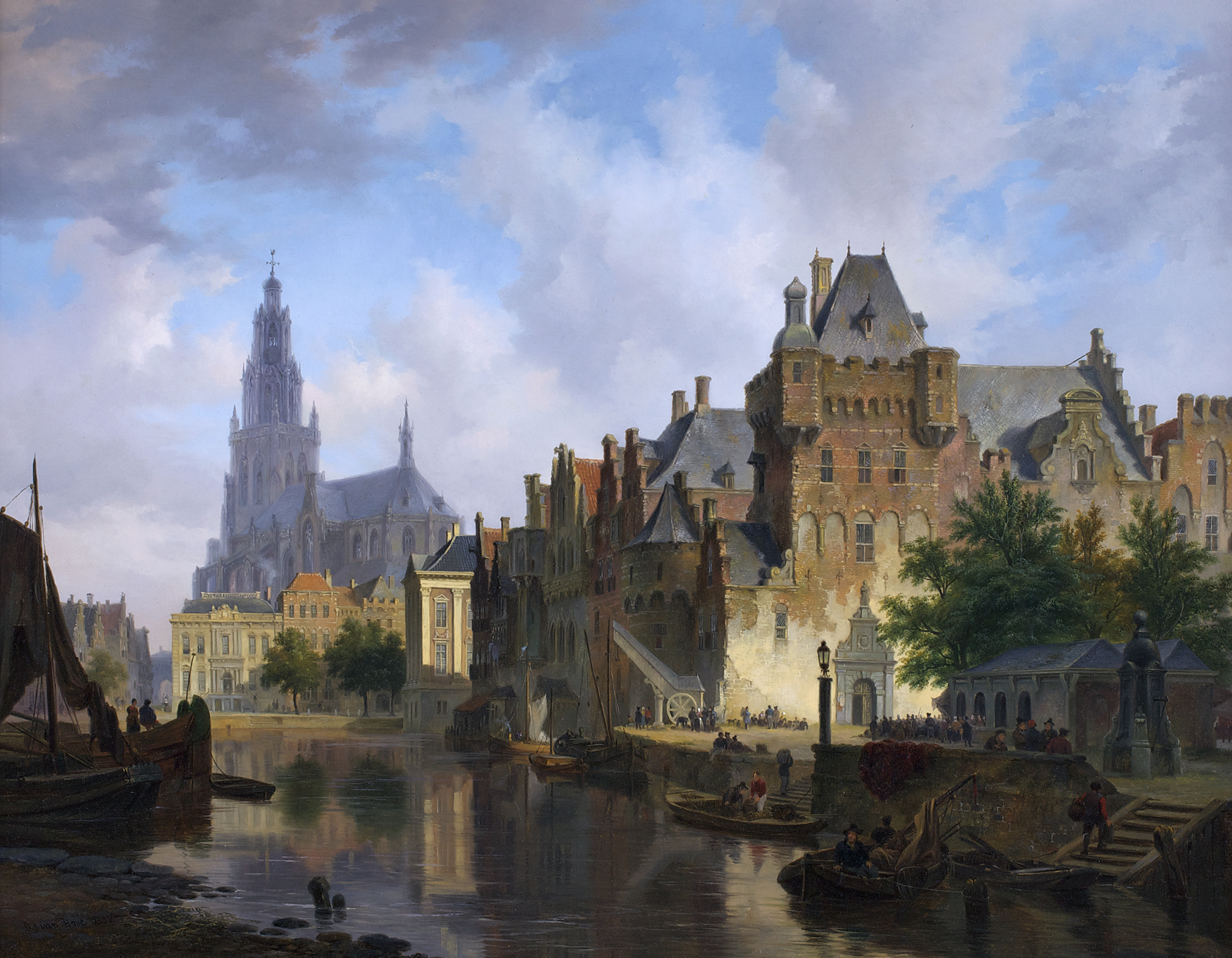
L'Aia in un quadro di Bartholomeus van Hove (1837).

L'Aia venne fondata intorno al 1230, quando il conte d'Olanda Fiorenzo IV acquistò la terra accanto a un laghetto (dove oggigiorno sorge il Binnenhof, sede del Parlamento olandese) al fine di costruire una residenza di caccia. Nel 1248 Guglielmo II d'Olanda, conte d'Olanda e Rex Romanorum, decise di estendere la residenza e la trasformò in un palazzo. Guglielmo morì nel 1256 prima del completamento del palazzo, ma parti di esso furono terminate dal figlio Fiorenzo V d'Olanda. Fra le parti completate dal figlio, la più famosa è la Sala dei Cavalieri (in olandese Ridderzaal), ancora esistente. È ancora utilizzata per manifestazioni politiche, come ad esempio il discorso annuale del monarca.

### Il XV secolo

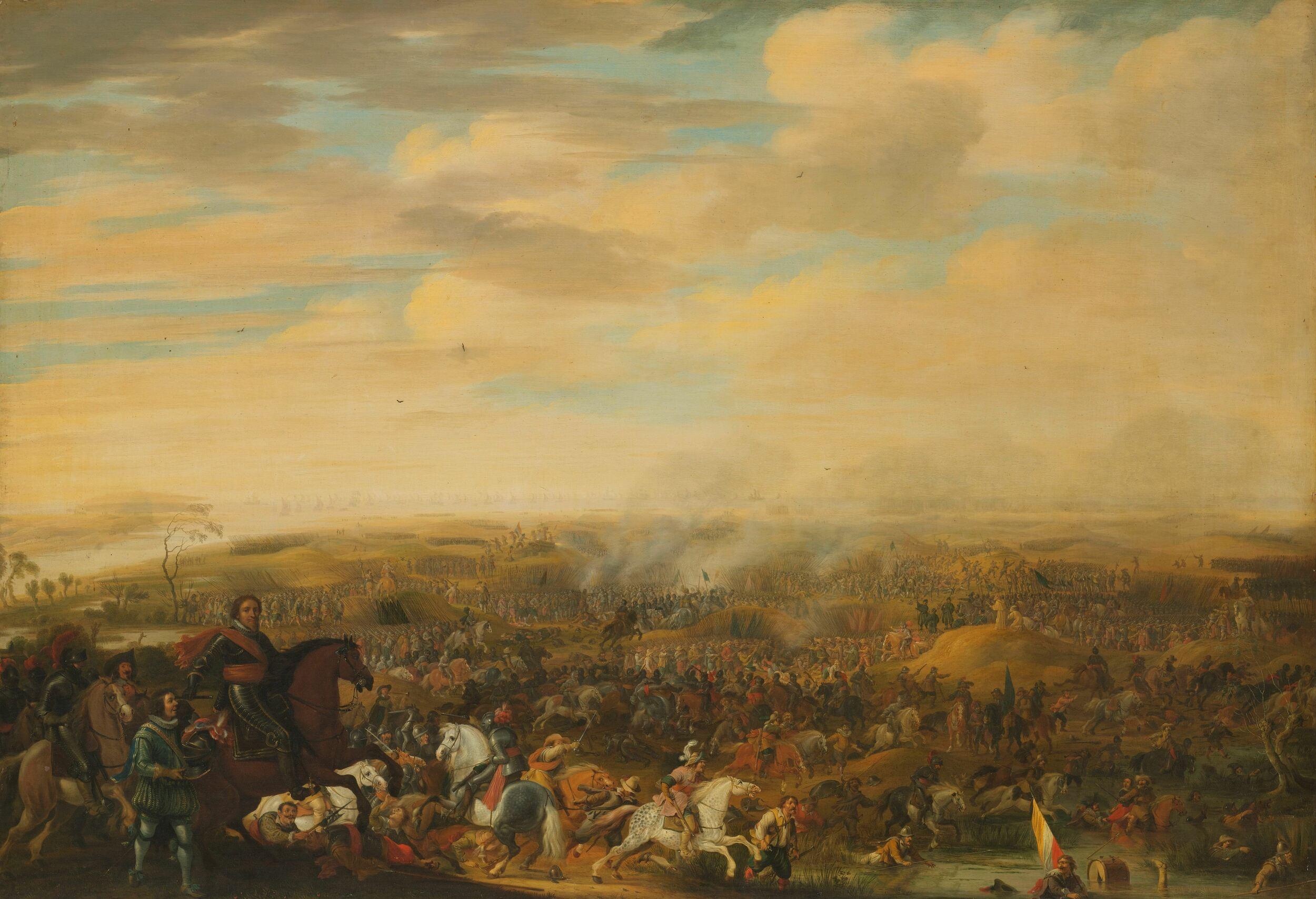
La guerra degli ottant'anni in un dipinto.

Quando i duchi di Borgogna acquisirono il controllo della contee d'Olanda e della Zelanda all'inizio del XV secolo, costoro nominarono uno statolder con sede a L'Aia e con l'incarico di governare le contee in loro vece. All'inizio della guerra degli ottant'anni, l'assenza di mura cittadine permise alle truppe spagnole di occupare facilmente la città. Nel 1575 fu proposto di demolire la città, ma l'idea fu subito abbandonata dopo la mediazione di Guglielmo d'Orange. Dal 1588 L'Aia diventò la sede del governo della Repubblica delle Sette Province Unite.

### Da Napoleone agli anni venti del novecento
Dopo le guerre napoleoniche, gli attuali Belgio e Paesi Bassi si unirono nel Regno Unito dei Paesi Bassi. Come compromesso, Bruxelles e L'Aia dovevano alternarsi come capitale ogni due anni. Dopo la separazione del Belgio nel 1830, Amsterdam divenne la capitale dei Paesi Bassi, mentre il governo rimase a L'Aia.

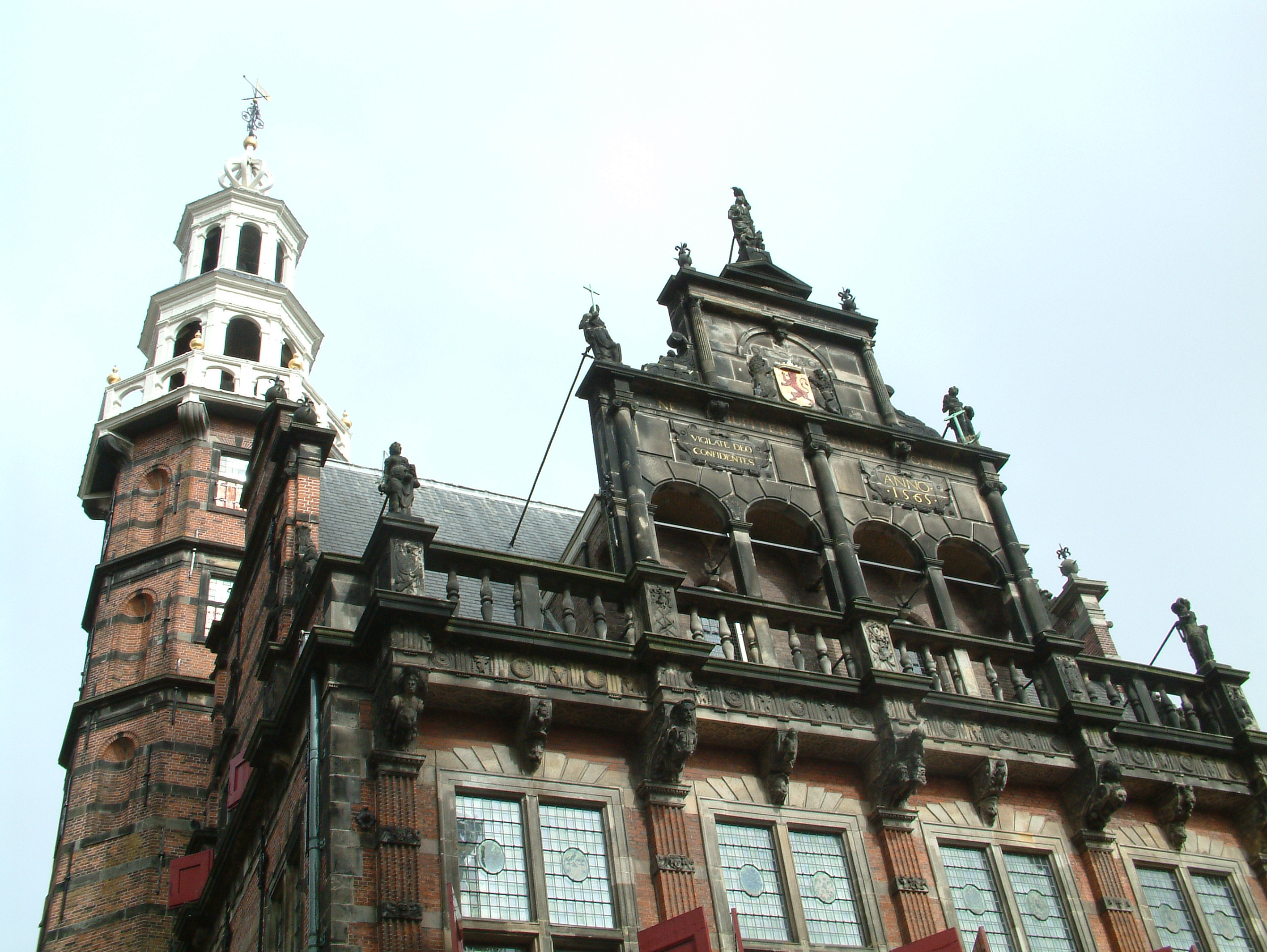
Il vecchio Municipio della città costruito nel XVI secolo.

A causa della sua storia, il centro storico dell'Aia si differenzia sotto vari aspetti dai centri storici delle città vicine di Leida e Delft. Il centro storico non è né piccolo né delimitato da canali (come invece avviene ad Amsterdam) o mura, ma è caratterizzato dall'alternanza di piccole vie datate al Basso Medioevo e grandi strade circondate da ricche case del XVIII secolo costruite per i diplomatici e per le benestanti famiglie olandesi. Il centro storico ha una grande chiesa che risale al XV secolo, un imponente municipio del XVI secolo, alcuni grandi palazzi, una chiesa protestante del XVII secolo e molti edifici importanti del XVIII secolo. Quando il governo iniziò a svolgere un ruolo più importante nella società olandese dopo il 1850, L'Aia si sviluppò e si espanse rapidamente: molte strade furono appositamente costruite per il gran numero di funzionari e impiegati del Governo del Paese e per gli olandesi che si occupavano dalla gestione e dello sfruttamento delle Indie Orientali Olandesi. La città annetté il comune rurale di Loosduinen in parte nel 1903 e completamente nel 1923.

### La seconda guerra mondiale
Durante la seconda guerra mondiale, alcune parti della città subirono gravi danni. Nel contesto dell'invasione tedesca dei Paesi Bassi, l'attacco alla città avvenne il 10 maggio 1940 durante quella che fu denominata la battaglia dell'Aia che, a dispetto delle forze in campo, vide gli olandesi vittoriosi. Il 3 marzo 1945, la Royal Air Force bombardò erroneamente Bezuidenhout, un quartiere nella parte orientale della città: l'obiettivo del bombardamento era l'installazione di missili V-2 nascosti tra la vegetazione di Haagse Bos. A causa di errori di navigazione, le bombe caddero su una parte densamente popolata della città uccidendo oltre 500 persone.

### Dal dopoguerra a oggi
Dopo la guerra, L'Aia diventò uno dei più grandi cantieri d'Europa: la città si espanse rapidamente e in maniera massiccia a sud-ovest e le aree distrutte dalla guerra furono rapidamente ricostruite. Intorno al 1965, la popolazione cittadina arrivò a 600 000 abitanti.
Negli anni 1970 e 1980 furono molte le famiglie della classe media, per lo più bianche, che si trasferirono in città vicine come Voorburg, Leidschendam, Rijswijk e soprattutto Zoetermeer. L'Aia fece molti tentativi per includere alcune parti di questi comuni, ma con scarso successo, finché nel 1990, con il consenso del Parlamento olandese, aree abbastanza grandi di città vicine o anche da quelle non confinanti vennero accorpate alla città dell'Aia.

## Monumenti e luoghi d'interesse

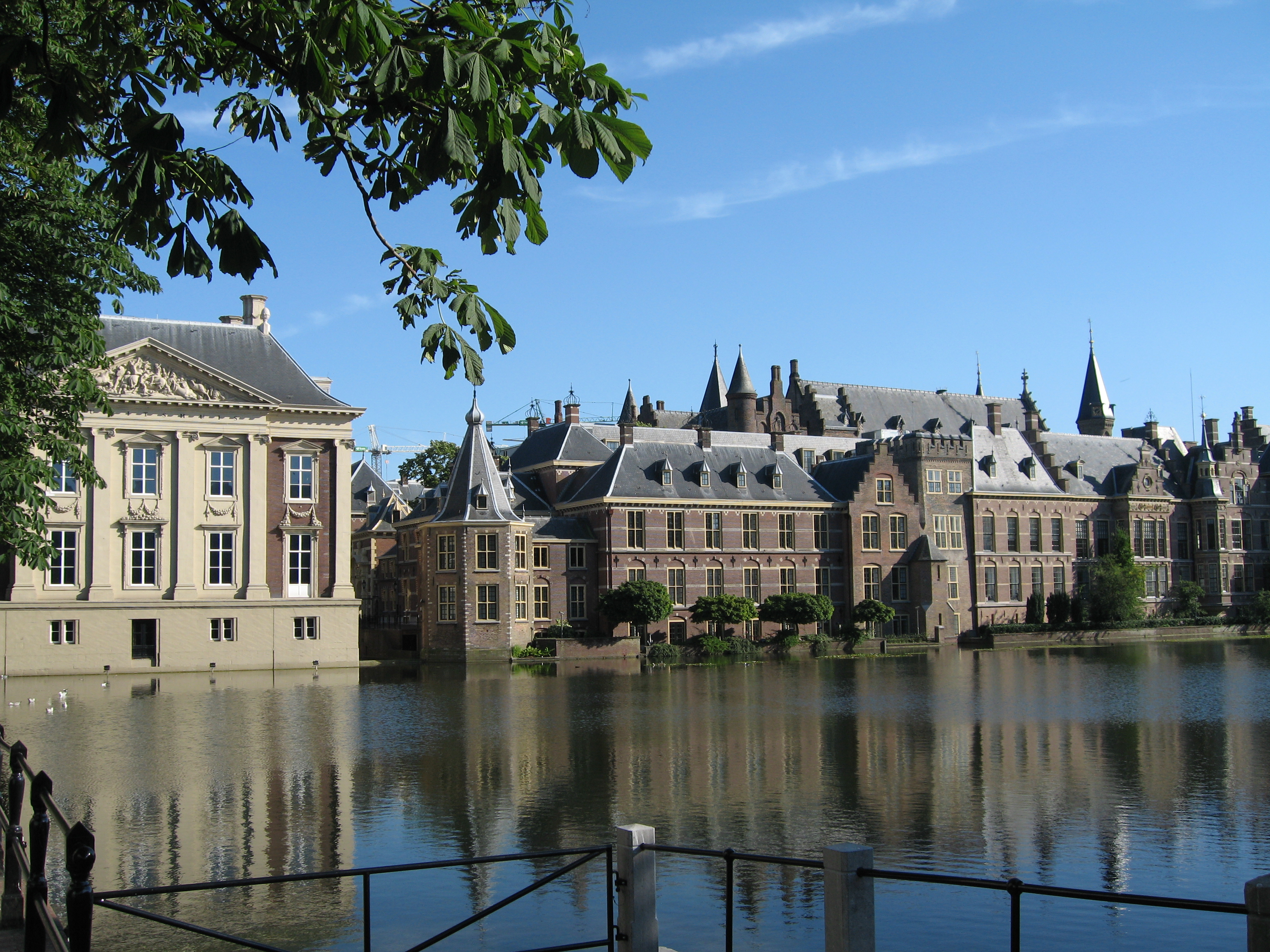
Veduta del Binnenhof e del Mauritshuis.

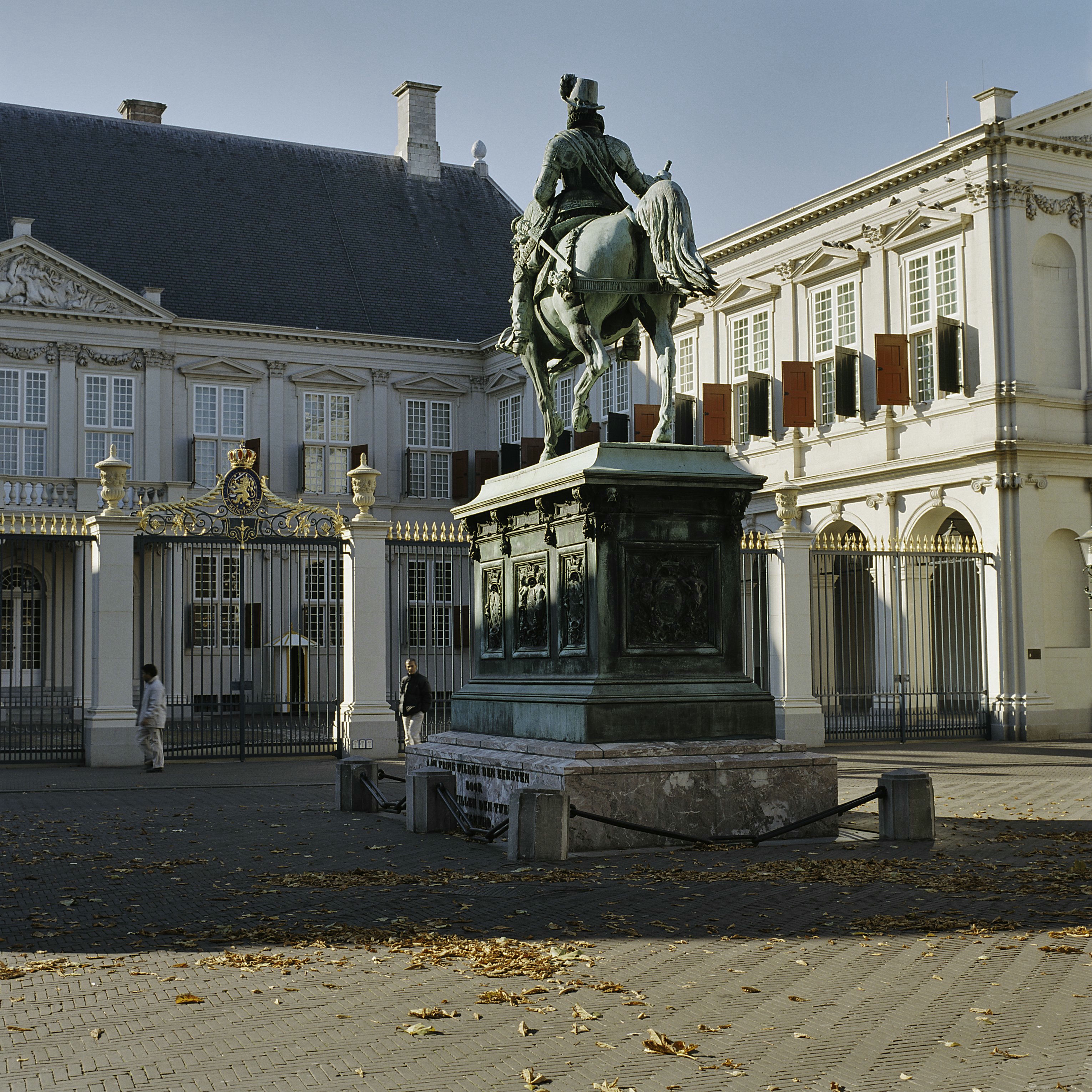
Il Palazzo Noordeinde.

### Architetture civili
- Il Binnenhof, letteralmente "Corte interna", è un grande complesso architettonico sede degli incontri degli Stati Generali, il parlamento olandese, dal 1446 e centro della vita politica del Paese per molti secoli.
- Il Mauritshuis era l'antica residenza del conte Johan Maurits van Nassau-Siegen, da cui prende il nome. Oggi ospita una vasta collezione d'arte che comprende dipinti dei più famosi pittori olandesi. Il palazzo venne rifatto nel XVII secolo su progetto dagli architetti Jacob van Campen e Pieter Post per la famiglia reale olandese.
- Oude Stadhuis. Il Municipio Vecchio è un bell'esempio dello stile rinascimentale olandese, eretto a partire dal 1565.
- Il Palazzo Noordeinde è un edificio acquistato dagli Stati Generali nel 1595, e poi passato al principe Federico Enrico d'Orange che nel 1640 lo trasformo sotto la direzione di Jacob van Campen e Pieter Post.
- Il Palazzo della Pace è un grande edificio con torre eretto nel XIX secolo in uno stile neorinascimentale olandese. Ospita la Corte internazionale di giustizia, la Corte permanente di arbitrato, l'Accademia del diritto internazionale.
- Huis ten Bosch, letteralmente Casa nei boschi, è il palazzo reale dell'Aia, una delle tre residenze ufficiali della Famiglia Reale. Venne costruito a partire dal 1645.
- Het Strijkijzer, grattacielo residenziale di 132 metri di altezza.

### Architetture religiose
- Grote Kerk. La Chiesa Grande è la chiesa principale della città. Edificata nel XIV secolo in stile gotico brabantino, secondo le interpretazioni olandesi, venne trasformata e ampliata nel XV e XVI secolo. La torre ha un carillon composto da 52 campane.
- Nieuwe Kerk. La Chiesa Nuova, uno dei simboli del barocco olandese, venne eretta fra 1649 e il 1656 dall'architetto Peter Noorwits.
- Kloosterker. La Chiesa dei Domenicani venne eretta in stile gotico nel XV secolo e poi ingrandita nel XVI.

### Dintorni
- Kurhaus di Scheveningen è un famoso stabilimento balneare realizzato nella tra il 1886 e il 1887 su progetto di Johann Friedrich Henkenhaf e Friedrich Ebert.
- Clingendael.

## Società

### Etnie e minoranze straniere
La lista che segue presenta la provenienza dei cittadini della città dell'Aia nel 2010 in percentuale:
- Olandesi: 53,4%
- Occidentali: 14,5%
- Turchi: 6,8%
- Marocchini: 5,8%
- Provenienti dal Suriname: 9,2%
- Provenienti dai Caraibi olandesi: 2,2%
- Non occidentali: 8,6%

### Istituzioni, enti e associazioni

Il Palazzo della Pace, sede della Corte internazionale di giustizia.

La città de L'Aia contribuisce in modo sostanziale alla politica internazionale. La città è infatti sede di oltre 150 organizzazioni internazionali, fra cui la Corte internazionale di giustizia e la Corte penale internazionale. In passato è stata sede del Tribunale penale internazionale per l'ex-Jugoslavia e la Camera d'appello del Tribunale penale internazionale per il Ruanda.
La scelta de L'Aia come "Città internazionale della pace e della giustizia" fu attuata nel 1899 quando a L'Aia, per iniziativa Tobias Asser, si svolse la prima Conferenza di Pace al mondo, seguita da una seconda conferenza nel 1907. Un risultato che si ebbe dopo questi incontri fu la creazione della prima organizzazione al mondo per la risoluzione delle controversie internazionali, la Corte Permanente di Arbitrato (CPA). Nei primi anni del XX secolo, il miliardario scozzese-americano Andrew Carnegie rese disponibili dei fondi per costruire il Palazzo della Pace (Vredespaleis) per ospitare la CPA.
Dopo la costituzione della Società delle Nazioni, L'Aia diventò la sede della Corte permanente di giustizia internazionale, sostituita dopo la seconda guerra mondiale dalla Corte internazionale di giustizia delle Nazioni Unite. L'istituzione del Tribunale dei Reclami tra Iran e USA nel 1981 e della Corte penale internazionale nel 2002, consolidarono ulteriormente il ruolo dell'Aia come centro internazionale di Diritto. Il 1º marzo 2009, un tribunale delle Nazioni Unite con il compito di indagare e perseguire gli assassini del Primo Ministro libanese Rafik Hariri, il Tribunale speciale per il Libano, è stato istituito nella ex sede del Servizio di Intelligence dei Paesi Bassi a Leidschendam, un sobborgo dell'Aia. Dal 1993 al 2017, la città fu sede del Tribunale penale internazionale per l'ex Jugoslavia.
L'Aia è il quarto centro per importanza delle Nazioni Unite, dopo New York, Ginevra e Vienna.

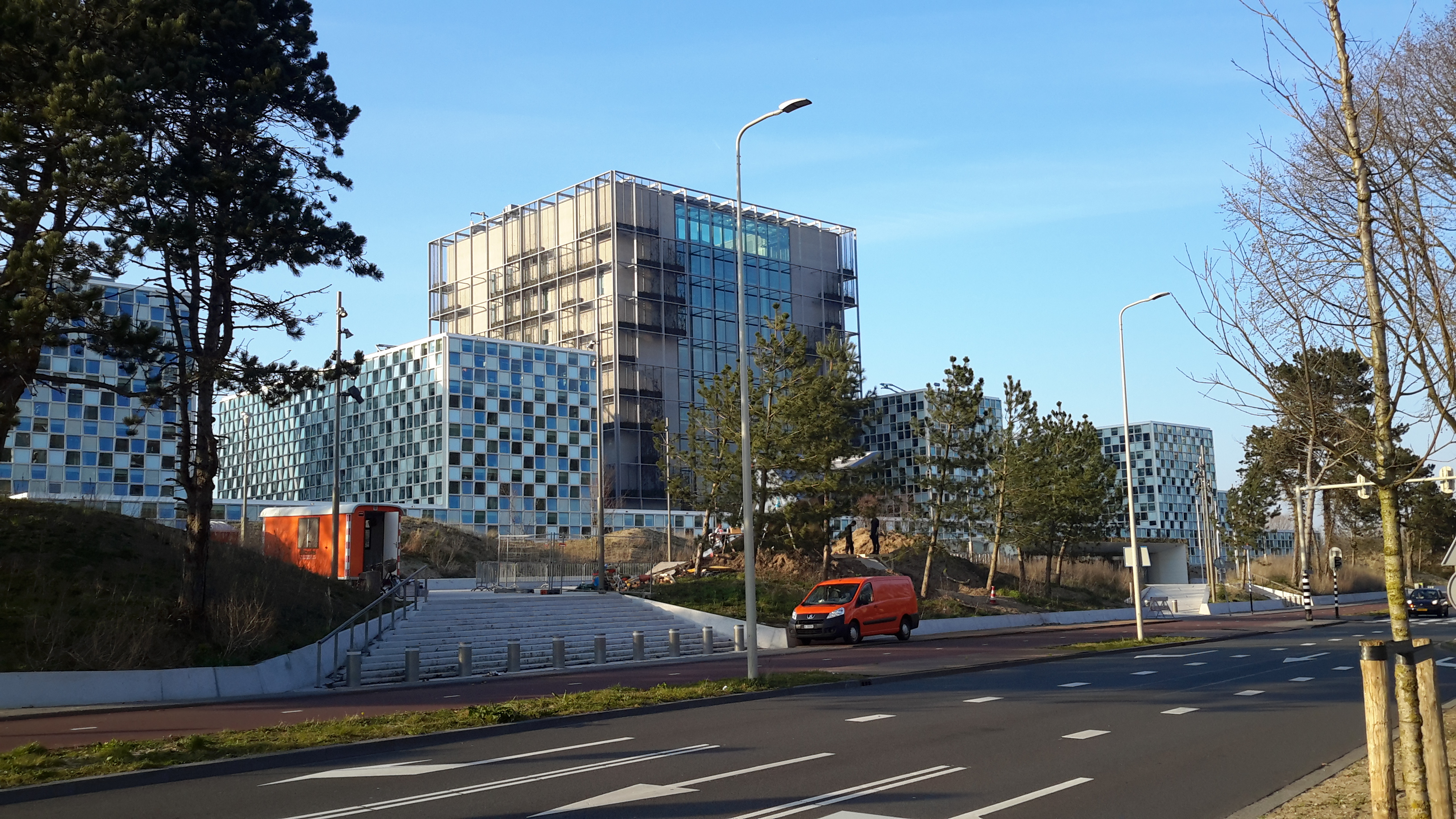
La sede della Corte penale internazionale.

Le principali organizzazioni internazionali con sede all'Aia e nel suo circondario sono:
- Agenzia Spaziale Europea (ESA)
- European Space Research and Technology Centre (ESTEC) - Noordwijk[4]

NATO
- NATO Communications and Information Agency (NCIA) (Sede secondaria)[5]

Organizzazione delle Nazioni Unite
- Corte internazionale di giustizia (ICJ)[6]
- Corte permanente di arbitrato (PCA)[7]
- Tribunale speciale per il Libano (STL) - Leidschendam[8]

Unione europea
- Ufficio europeo di polizia (Europol)[9]
- Organismo europeo per il consolidamento della cooperazione giudiziaria (Eurojust)[10]
- Ufficio europeo dei brevetti (EPO) - Rijswijk (Sede secondaria)[11]
- Rappresentanza della Commissione europea nei Paesi Bassi

Altre organizzazioni
- Corte penale internazionale (ICC)[12]
- Biblioteca europea[13]
- Organizzazione per la proibizione delle armi chimiche (OPAC)[14]
- Organizzazione delle nazioni e dei popoli non rappresentati (UNPO)[15]

Nel 1948, si svolse il Congresso dell'Aia con 750 delegati provenienti da 26 paesi europei, che ebbero l'opportunità di discutere idee sullo sviluppo dell'Unione europea.

#### Organi nazionali
Benché non sia formalmente la capitale dei Paesi Bassi, all'Aia hanno sede i principali organi costituzionali del Regno.
- Il Palazzo Noordeinde è la sede di lavoro del sovrano dei Paesi Bassi.
- Il parlamento dei Paesi Bassi (gli Stati Generali) tiene le sue sedute nei due edifici che compongono la Binnenhof, uno per la Eerste Kamer e l'altro per la Tweede Kamer.
- La Torentje è la sede del Primo Ministro e anche gli altri ministeri hanno sede all'Aia.
- All'Aia hanno sede anche il Centraal Bureau voor de Statistiek, la Biblioteca reale dei Paesi Bassi e l'Archivio nazionale.
- Nella città ha inoltre sede anche la Nederlandse Taalunie, l'istituzione che regola la lingua olandese, comune ai Paesi Bassi, al Belgio olandofono e al Suriname.

## Cultura

### Eventi
- gennaio: The Hague Internazionale Model United Nations (THIMUN), una conferenza di cinque giorni che raccoglie oltre 4 000 studenti provenienti da oltre 200 scuole secondarie di tutto il mondo. L'evento è organizzato dalle Nazioni Unite.
- aprile:
  - il giorno 26: Koningsnach ("Notte del re"), un festival che si tiene la notte prima del Koningsdag. Si tengono diversi concerti all'aperto. È il più grande festival all'aperto d'Europa.
  - il giorno 27: Koningsdag ("Giorno del re"), la festa nazionale dei Paesi Bassi che si tiene in corrispondenza del compleanno del re: Willem-Alexander. Il colore della festa è l'arancione, utilizzato anche come colore nazionale olandese.

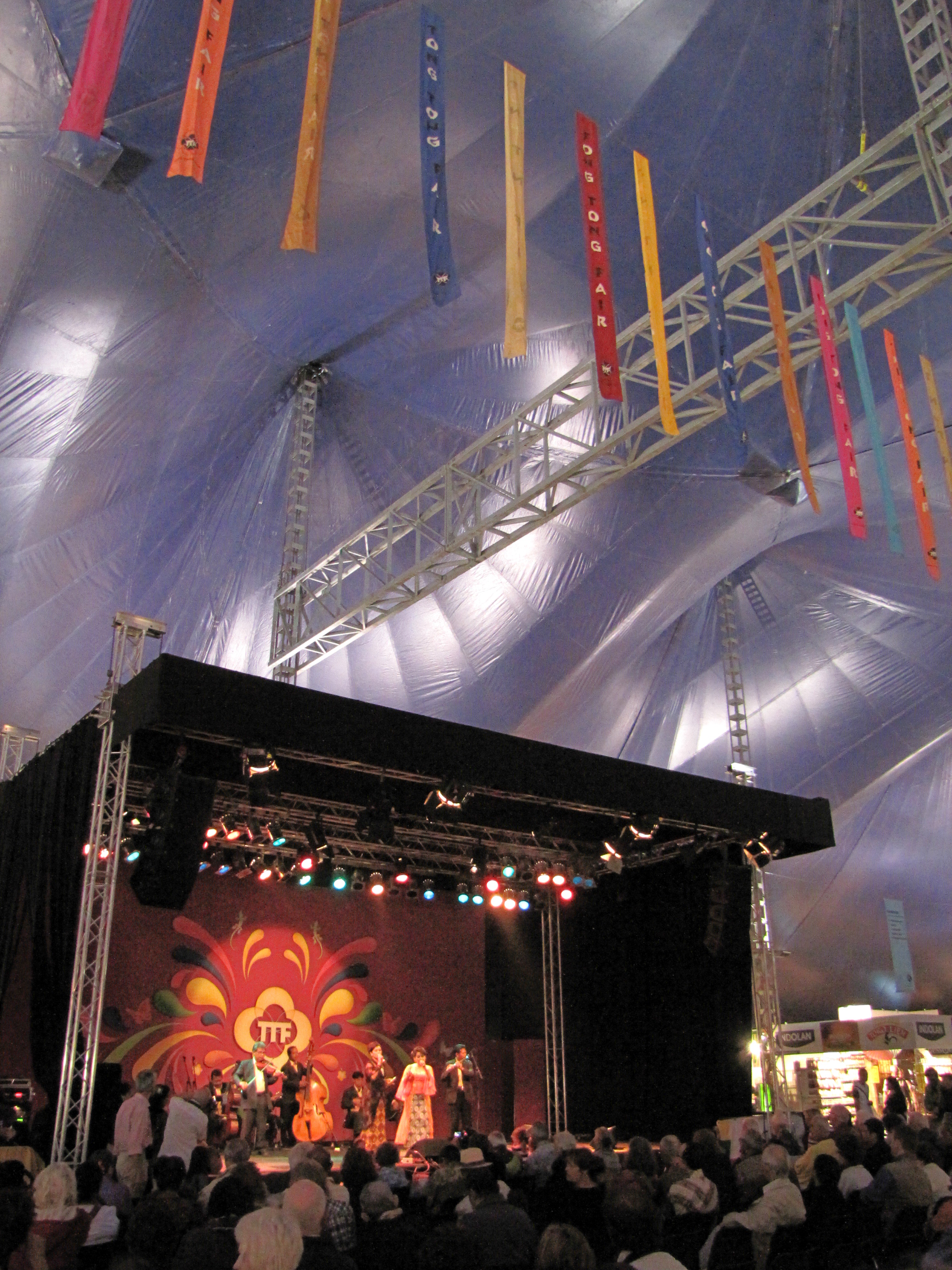
Il Tong Tong Fair 2011

- maggio-giugno: il Tong Tong Fair è uno dei più grandi festival eurasiatici in Europa. Esso si concentra sulla cultura indonesiana (Oost-Indische), la sua ex colonia.
- giugno: 
  - si tiene il The Hague Jazz, un festival sulla musica jazz.
  - in questo mese si tiene il Vlaggetjesdag nel quartiere di Scheveningen, una festa popolare che celebra l'arrivo delle aringhe sulla costa olandese.
  - L'ultima domenica di giugno: Parkpop, il più grande concerto pop all'aria aperta in Europa.
- giugno-settembre: Den Haag Sculptuur, la tradizionale mostra a cielo aperto di sculture.
- luglio:
  - in questo mese si tiene il Jazz in de Gracht. In due giorni vari gruppi musicali jazz suonano su delle barche.
  - "Milan", il più grande evento indostano d'Europa che si tiene all'aria aperta nello Zuiderpark.
- luglio-agosto: 
  - la città ospita una competizione di fuochi d'artificio sul lungomare di Scheveningen.
  - scuola estiva annuale di SummerschoolDenHaag.nl, corso estivo internazionale per giovani danzatori.
- settembre: il terzo martedì di settembre Prinsjesdag ("Giorno del Principe") è l'apertura ufficiale degli Stati generali dei Paesi Bassi, le camere riunite, quando il re legge il "discorso del trono" (Troonrede).

## Geografia antropica
L'Aia si trova nell'Ovest dei Paesi Bassi, parte dell'agglomerato urbano chiamato Randstad formato da molte città vicine tra loro, come Rotterdam, Leida o Delft. Il centro della città dista circa 6 km dal mare del Nord.
La città è il capoluogo della provincia dell'Olanda Meridionale della quale fanno parte, oltre all'Aia, anche Rotterdam, Dordrecht, Leida e Delft.
I quartieri di Scheveningen e Kijkduin si trovano direttamente in riva al mare. Scheveningen è una moderna stazione balneare, con una grande spiaggia e una divertente vita notturna. Vi ha inoltre sede il carcere del TPI (Tribunale penale internazionale), in cui l'11 marzo 2006 è deceduto Slobodan Milošević.

### Suddivisioni amministrative
L'Aia è suddivisa in otto stadsdelen, suddivisioni amministrative che raggruppano in totale 52 quartieri, dal 1988. Ecco l'elenco degli stadsdeel e dei quartieri presenti in essi:

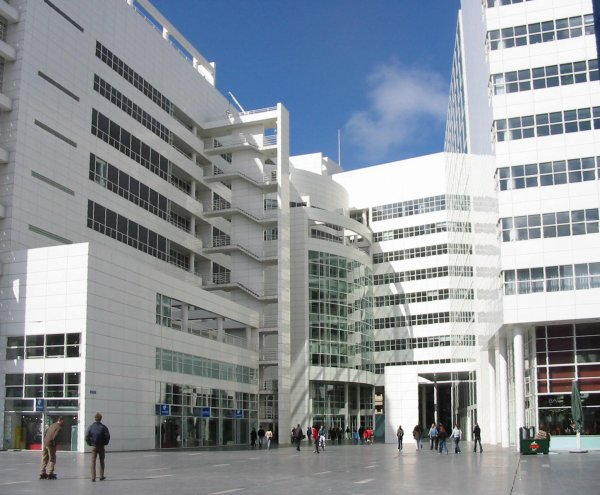
Nuovo municipio dell'Aia

- Nuovo municipio dell'AiaDen Haag Centrum: il centro della città. È popolato da 96 000 persone ed è la parte più antica dell'Aia. Si compone di 11 quartieri:
  - Archipelbuurt / Willemspark
  - Zeeheldenkwartier
  - Stationsbuurt
  - Oude Centrum
  - Groente- en Fruitmarkt
  - Kortenbos
  - Rivierenbuurt
  - Voorhout
  - Schilderswijk
  - Transvaalkwartier
- Escamp: stadsdeel costruito nel XV secolo. È popolato da 108 000 persone. Si compone di 8 quartieri:
  - Bouwlust
  - Vrederust
  - Leyenburg
  - Moerwijk
  - Zuiderpark
  - Morgenstond
  - Rustenburg/Oostbroek
  - Wateringse Veld

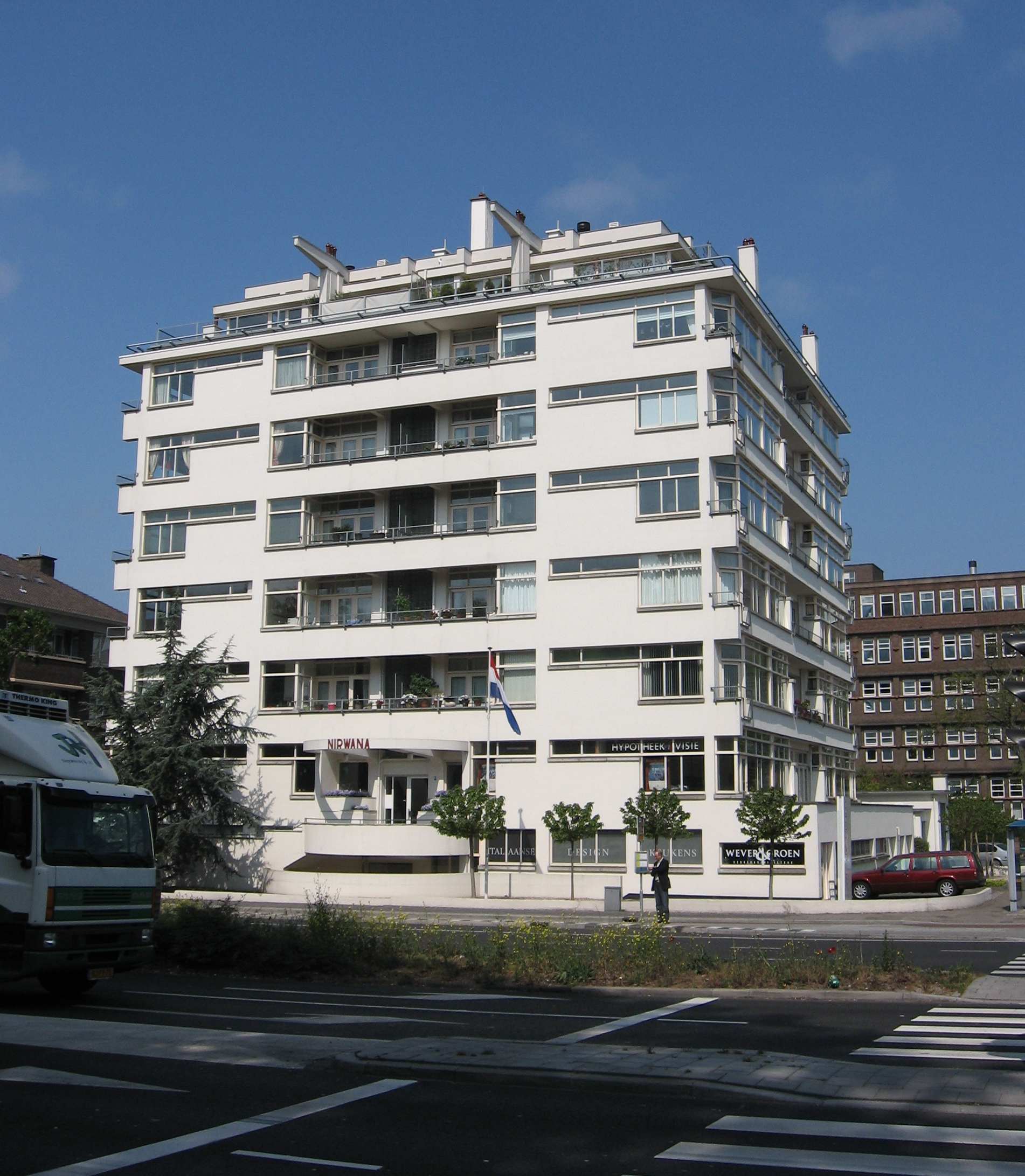
Il Nirwana Flat, edificio costruito nel 1929 e progettato dall'architetto Jan Duiker

- Il Nirwana Flat, edificio costruito nel 1929 e progettato dall'architetto Jan DuikerHaagse Hout: lo stadsdeel è popolato da 42 000 persone ed è suddiviso in 4 quartieri:
  - Benoordenhout
  - Bezuidenhout
  - Mariahoeve en Marlot
  - Haagse Bos
- Laak: lo stadsdeel è popolato da 40 000 persone ed è diviso in due quartieri:
  - Laakkwartier
  - Binckhorst
- Leidschenveen-Ypenburg: è lo stadsdeel più a sud dell'Aia a cui è collegato tramite una piccola striscia di territorio. È popolato da 45 900 persone ed è suddiviso in 4 quartieri:
  - Forepark
  - Hoornwijk
  - Leidschenveen
  - Ypenburg

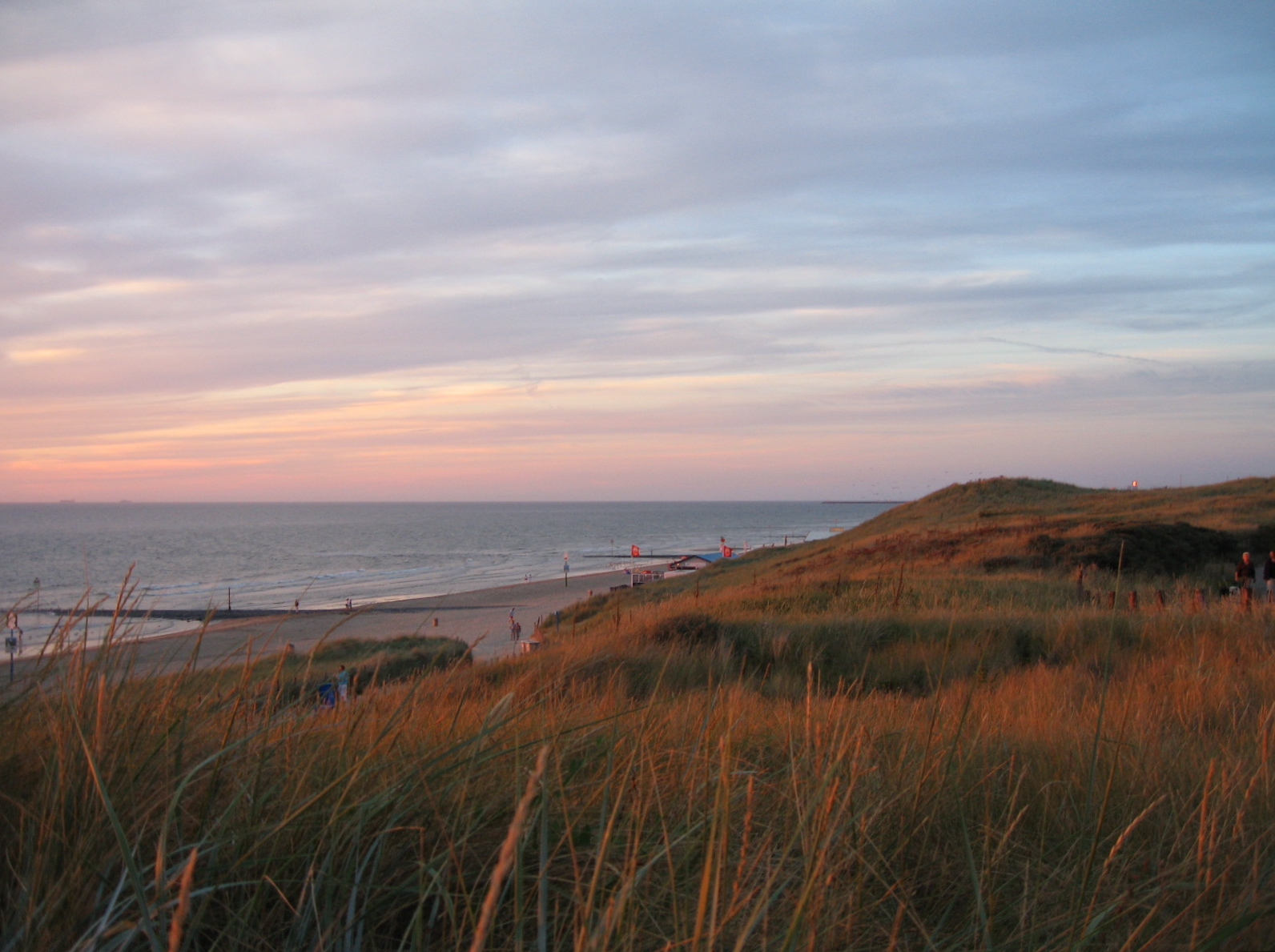
La spiaggia di Kijkduin

- La spiaggia di Kijkduin Loosduinen: lo stadsdeel è popolato da 47 500 persone esd è suddiviso in 7 quartieri:
  - Bohemen en Meer en Bos
  - Kijkduin / Ockenburg
  - Loosduinen
  - Kraayenstein
  - Houtwijk
  - Waldeck

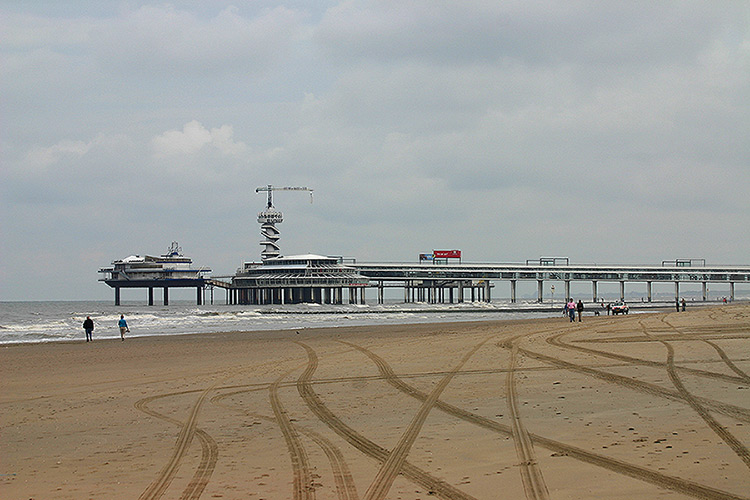
Molo (De Pier) sul mare a Scheveningen

- Molo (De Pier) sul mare a ScheveningenScheveningen: lo stadsdeel è popolato da 56 000 persone ed è diviso in 11 quartieri:
  - Renbaankwartier
  - Belgisch Park
  - Duinoord
  - Duindorp

- - Geuzen en Statenkwartier
  - Havenkwartier
  - Oostduinen
  - Scheveningen-Dorp
  - Van Stolkpark
  - Westbroekpark en Duttendel
  - Zorgvliet

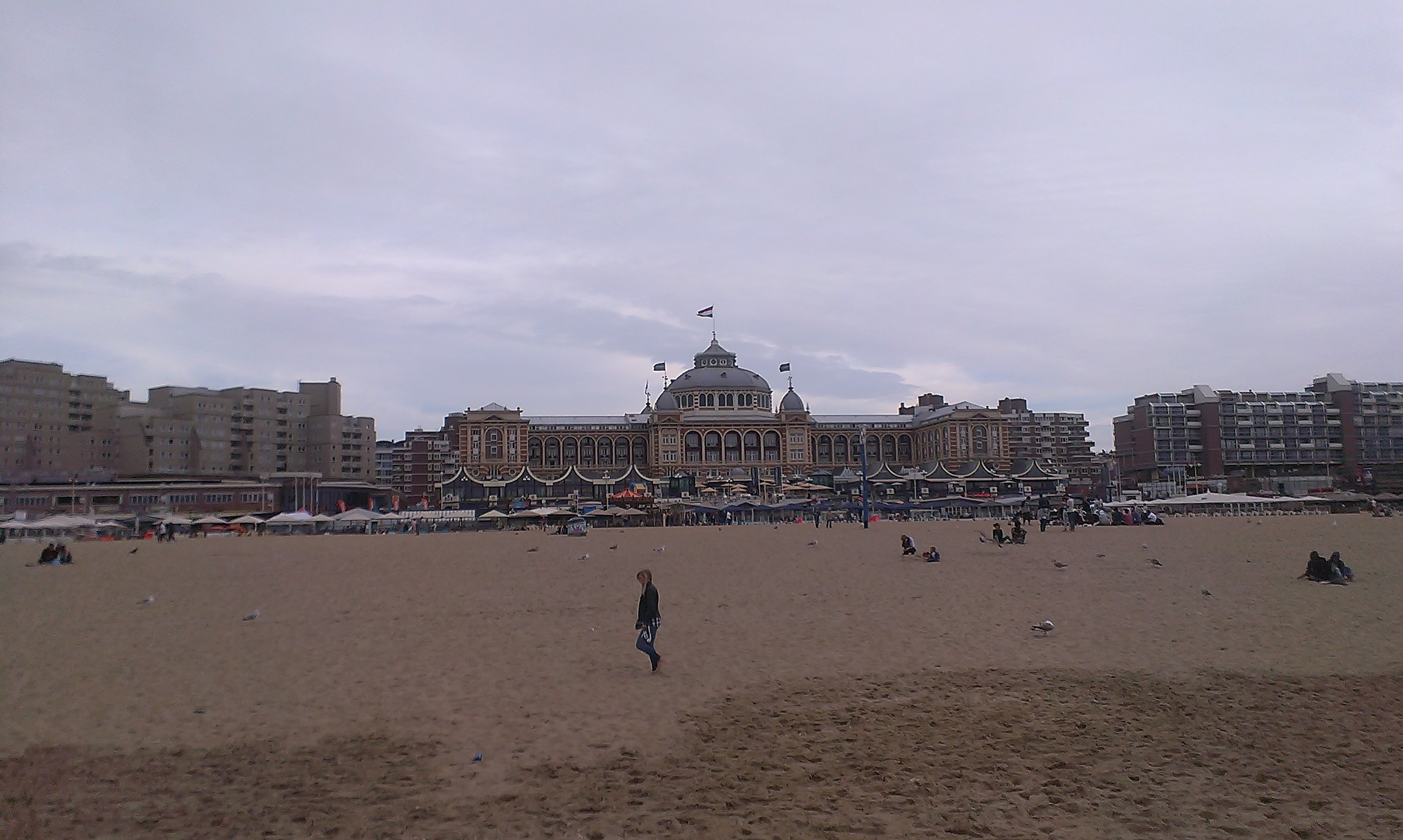
Spiaggia di Scheveningen

- Segbroek: lo stadsdeel è popolato da 59 000 persone ed è suddiviso in 5 quartieri:
  - Regentessekwartier
  - Valkenboskwartier
  - Vruchtenbuurt
  - Bomen en Bloemenbuurt
  - Vogelwijk

## Clima
| L'Aia               | Mesi | Mesi | Mesi | Mesi | Mesi | Mesi | Mesi | Mesi | Mesi | Mesi | Mesi | Mesi | Stagioni | Stagioni | Stagioni | Stagioni | Anno |
| L'Aia               | Gen  | Feb  | Mar  | Apr  | Mag  | Giu  | Lug  | Ago  | Set  | Ott  | Nov  | Dic  | Inv      | Pri      | Est      | Aut      | Anno |
| ------------------- | ---- | ---- | ---- | ---- | ---- | ---- | ---- | ---- | ---- | ---- | ---- | ---- | -------- | -------- | -------- | -------- | ---- |
| T. max. media (°C)  | 5    | 5,6  | 8,0  | 8,9  | 15,7 | 18,7 | 20,4 | 20,6 | 18,3 | 14,5 | 9,1  | 6,1  | 5,6      | 10,9     | 19,9     | 14,0     | 12,6 |
| T. min. media (°C)  | 0,3  | 0,4  | 2,1  | 4,6  | 8,2  | 11,1 | 13,1 | 13,2 | 11,2 | 8,3  | 4,2  | 1,6  | 0,8      | 5,0      | 12,5     | 7,9      | 6,5  |
| Precipitazioni (mm) | 66   | 47   | 56   | 45   | 50   | 57   | 72   | 74   | 76   | 85   | 77   | 72   | 185      | 151      | 203      | 238      | 777  |

## Economia
L'Aia ospita piccole e medie imprese nel settore del commercio e dell'industria, ma molto più del settore secondario sono rappresentati il terziario (sede del governo e di molte organizzazioni internazionali) e soprattutto il primario, principalmente a sud della città fino al fiume Reno, dove si estende la Westland, una regione di 20×20 km di serre dove vengono coltivate verdure e fiori.

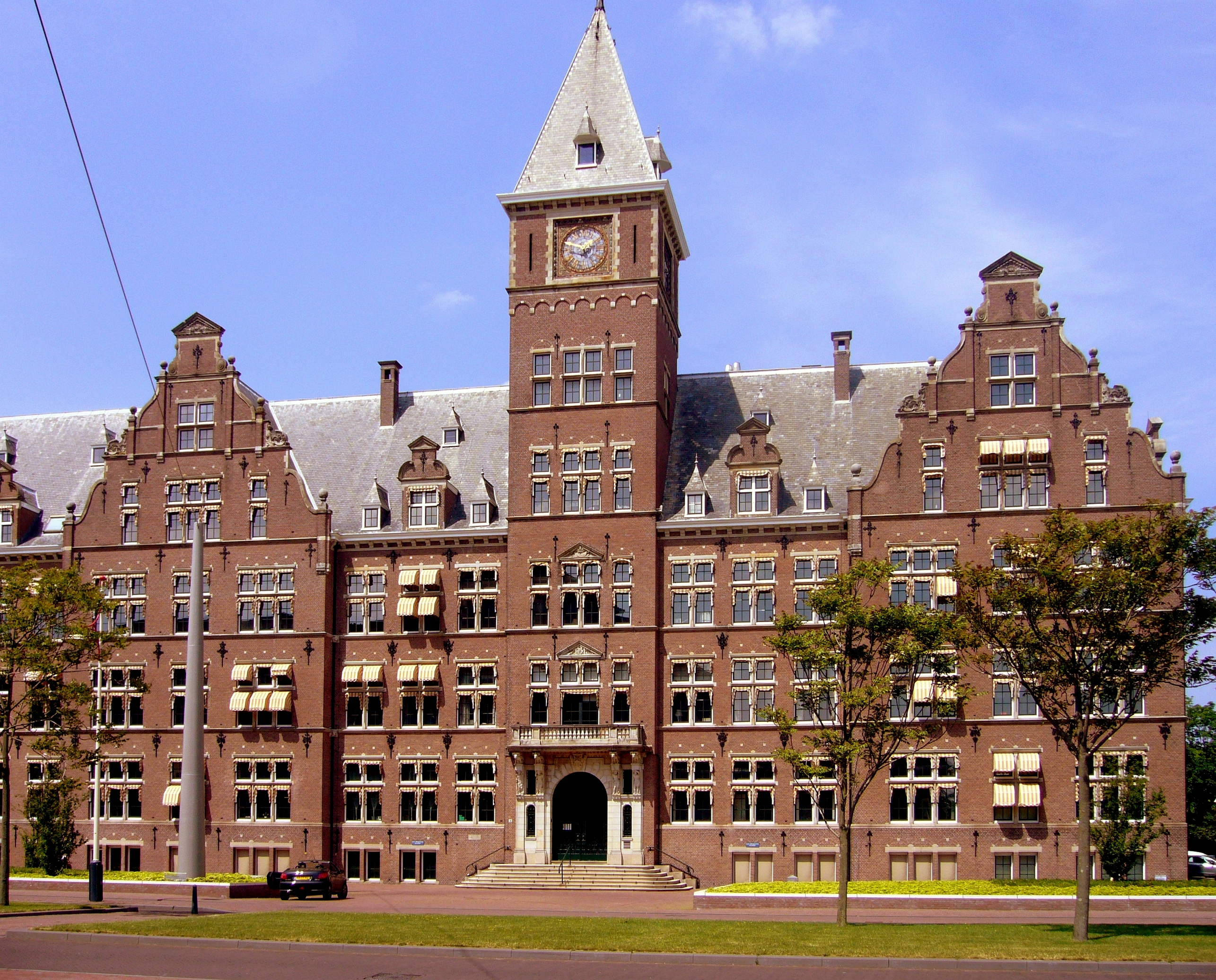
Sede storica della Shell; la compagnia ha avuto sede in città fino al 2022, quando si è trasferita nel Regno Unito

Molte multinazionali, di molti campi diversi, si sono stabilite all'Aia. Ecco alcune delle principali:
- AEGON: una delle compagnie di assicurazioni leader nel mondo.
- APM Terminals: la seconda compagnia mondiale di container.
- KPN: compagnia telefonica nazionale olandese.
- ING Investment Management: società di gestione patrimoniale che fa parte dell'ING Group.
- Nationale Nederlanden: compagnia assicuratrice che fa parte dell'ING Group.
- Schlumberger: la più grande azienda al mondo di servizi petroliferi.
- Siemens AG: la società di ingegneria più grande d'Europa.
- T-Mobile: operatore di rete mobile che fa parte della Deutsche Telekom.
- PostNL (ex TNT N.V.): il fornitore nazionale di servizi postali e logistici.

## Infrastrutture e trasporti

### Strade

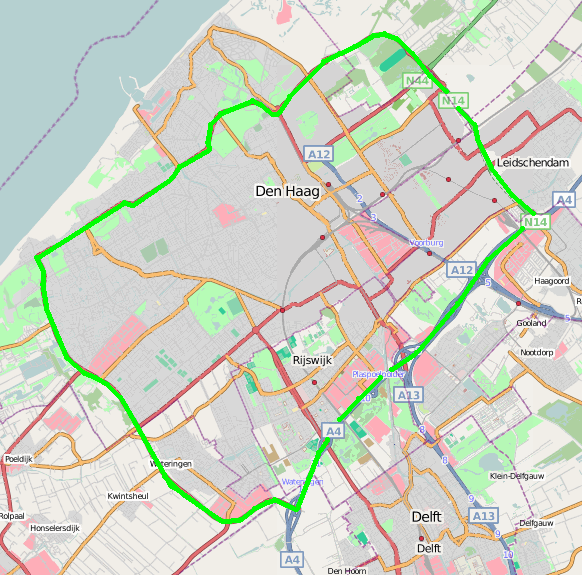
Tangenziale de L'Aia

La città dell'Aia è servita dalle seguenti autostrade:
- : Amsterdam-Delft;
- : L'Aia-Arnhem;

ed è collegata alle seguenti autostrade:
- : L'Aia-Rotterdam attraverso la ;
- : Wassenaar-Nieuw-Vennep attraverso la ;

Inoltre L'Aia ha una propria tangenziale composta da tratti di diverse tipologie di strade che variano da autostrada, a superstrada, a strada urbana a scorrimento veloce con incroci a raso. Le strade che compongono i 34 km del percorso sono le seguenti:
- Strada Urbana
- Semiautostrada
- Autostrada
- Strada Provinciale

### Ferrovie
La città ha due stazioni ferroviarie principali, la Stazione di Den Haag Centraal, stazione di testa della ferrovia Gouda - L'Aia e della linea E Slinge - L'Aia della metropolitana di Rotterdam e la Stazione di Den Haag Hollands Spoor, stazione di transito della ferrovia Amsterdam-Haarlem-Rotterdam. Altre stazioni minori sono Moerwijk, Ypenburg, Laan van NOI e Mariahoeve.

### Porti
Il porto dell'Aia è situato nello stadsdeel di Scheveningen ed è stato escavato agli inizi del XX secolo come ricovero per le barche da pesca. Negli anni ha subito diversi ampliamenti per poter ospitare la flotta di pescherecci, i mezzi da diporto, e più recentemente anche navi mercantili di medio tonnellaggio. Le attività commerciali, data la vicinanza al porto di Rotterdam, sono comunque molto limitate.

### Aeroporti
L'Aia, pur non ospitando alcun aeroporto all'interno del proprio territorio, si trova a circa venti chilometri dall'Aeroporto di Rotterdam-L'Aia, situato nel territorio municipale di Rotterdam e a meno di quaranta chilometri dall'Aeroporto di Amsterdam-Schiphol, il più importante dei Paesi Bassi.

## Sport
- Calcio: è sede dell'ADO Den Haag, società di calcio, vincitrice di due scudetti e di due coppe d'Olanda. Attualmente, la squadra milita in Eerste Divisie, la seconda serie del campionato olandese di calcio. Disputa le partite al Cars Jeans Stadion.
- Rugby a 7: la squadra di rugby a 7 dell'Aia è l'Haagsche Rugby Club.
- Hockey su ghiaccio: la squadra di hockey su ghiaccio della città è l'HYS L'Aia.
- Pallamano: la squadra di pallamano cittadina è l'HV Hellas Den Haag.
- Football americano: la squadra locale di football americano è il Den Haag Raiders'99.
- Mezza maratona: la gara di mezza maratona, chiamata CPC Loop Den Haag si svolge annualmente all'Aia.
- Equitazione: nel 1994, all'Aia si è tenuto il FEI World Equestrian Games.